# Одноосный тягач
Одноосный тягач - самоходная безрельсовая колёсная машина, предназначенная для буксировки полуприцепных несамоходных машин или оборудования: строительных, сельскохозяйственных, военных. Может работать только в сцепке с агрегатируемой машиной. Частным случаем одноосного тягача является мотоблок.

## Особенности
Одноосный тягач представляет собой компактный модуль, состоящий из двигателя, трансмиссии, одного неповоротного ведущего моста, рамы, кабины и вспомогательного оборудования. Одноосный тягач имеет опорно-поворотное устройство, к которому присоединяется дышло агрегатируемой машины. Поворот агрегата осуществляется за счёт поворота тягача относительно машины. 
Такая конструкция создаёт ряд преимуществ:
- По сравнению с машинно-тракторным агрегатом, где весь вес прицепной машины создаёт только вредное сопротивление и не передаётся на ходовую часть трактора,на ведущие колёса тягача передаётся часть веса агрегатируемой машины, что улучшает сцепные свойства колёс и повышает тяговые усилия при меньшей массе агрегата.
- По сравнению с автомобилем, одноосный тягач не нуждается в управляемых колёсах -  следовательно, диаметр и ширина колёс могут быть очень большим при малой ширине машины. Это улучшает проходимость агрегата.
- Одноосный тягач имеет возможность принудительного поворота относительно полуприцепной машины на 90 °. Это обеспечивает разворот агрегата в своих габаритах  и существенно упрощает маневрирование задним ходом.
- Агрегат с одноосным тягачом имеет передний привод, что также улучшает проходимость и манёвренность.
- Агрегат с одноосным тягачом компактнее, чем аналогичный машинно-тракторный агрегат.
- Агрегат с одноосным тягачом имеет значительно большие скорости движения (до 50 км/ч) по сравнению с машинно-тракторными агрегатами.
- Ведомые колёса агрегата с одноосным тягачом могут быть очень малого диаметра без ущерба для проходимости. Это позволяет размещать на таких шасси высокогабаритные машины и модули (подъёмные краны, пусковые или зарядные установки ракет).
- Одноосный тягач — унифицируемая тяговая единица для совершенно различных машин. Это существенно сокращает номенклатуру запасных частей и упрощает подготовку машинистов.

Недостатки одноосного тягача:
- Одноосный тягач функционален только в сцепке с агрегатируемой машиной. Без агрегатируемой машины он неустойчив и не может поворачивать.
- Агрегат с одноосным тягачом обладает низкой устойчивостью в поворотах.
- По сравнению с автомобилями одноосные тягачи тихоходны и имеют больший удельный расход топлива.
- Схема поворота одноосного тягача затрудняет его движение по дорогам общего пользования, так как габаритная ширина машины в повороте увеличивается.
- Агрегатировать машину с одноосным тягачом сложнее, чем с трактором.

Одноосные тягачи обычно строятся с использованием узлов (двигателей, трансмиссий) грузовых автомобилей, реже — тракторов. Гидравлические системы, рулевое управление и ходовая часть, как правило, оригинальные.

## Применение
Изначально одноосные тягачи разрабатывались для работы в составе самоходных скреперов. Однако их преимущества оказались весьма актуальными для строительно-дорожной и военной техники, и выпуск одноосных тягачей и агрегатируемых с ними машин был расширен. На территории бывшего СССР с одноосными тягачами агрегатировали следующие строительно-дорожные машины:
- быстроходные скреперы;
- полуприцепные грейдеры (по сравнению с автогрейдерами обладают лучшей проходимостью и тяговым усилием);
- дорожные катки;
- самоходные краны, например, МКТ-40;
- тралы-тяжеловозы;
- передвижные бетонно-растворные узлы;
- миксеры для транспортировки бетона;
- строительные и подземные тяжёлые самосвалы;
- используя специальный мост-приставку, на базе одноосных тягачей создавали балластные двухосные тягачи.

В СССР одноосные тягачи широко применялись и в военном деле. На их базе создавались инженерные машины и машины для ракетных войск.
Делались попытки применения одноосных тягачей и в сельском хозяйстве.

## Производители
Первым одноосным тягачом в СССР был МАЗ-529. На территории СНГ основным производителем одноосных тягачей является Могилёвский автомобильный завод (Белоруссия), который долгие годы являлся мировым лидером по числу выпускаемых машин. Выпускаются также на БелАЗе. В США одноосные тягачи и машины на их базе выпускает Caterpillar, в Европе — Liebherr и Volvo, в Японии — Komatsu и ряд других фирм. Интересно, что в отдельный вид техники одноосный тягач был выделен только в СССР, поскольку широко применялся в составе самой разной техники. В США, Германии и Японии самостоятельной единицей не считается.